# Fêtes johanniques d'Orléans
Pour les articles homonymes, voir Fête johannique.
Les fêtes johanniques d'Orléans sont une manifestation annuelle française célébrée à Orléans (Loiret) depuis 1431 ou 1432 pour fêter la délivrance, le 8 mai 1429, par Jeanne d'Arc et son armée, de la ville assiégée par les Anglais. Cette manifestation est inscrite depuis mars 2018 à l'inventaire du patrimoine culturel immatériel en France en tant que pratique rituelle et festive.

## Déroulement

### Déroulement des fêtes johanniques contemporaines
Les fêtes sont présidées chaque année par deux invités de marque (un pour les cérémonies et festivités civiles, l'autre pour les cérémonies religieuses). Il est de tradition que le président de la République nouvellement élu fasse le voyage à Orléans (l'année qui suit son élection depuis que celle-ci a lieu en mai). Presque tous les présidents de la Cinquième République ont répondu à l'invitation, depuis Charles de Gaulle. Valéry Giscard d'Estaing n'a pas présidé les fêtes en 1975 mais plus tard, en 1979. François Mitterrand, élu pour deux septennats, est venu deux fois. Jacques Chirac a répondu à l'invitation dès 1996. Nicolas Sarkozy s'est fait représenter en 2008 par Rachida Dati, alors ministre de la Justice.
En 1998 les festivités civiles ont été présidées par Ségolène Royal (PS), ministre déléguée à l'Enseignement scolaire du gouvernement de Lionel Jospin. En 1999, c'est Élisabeth Guigou (PS), députée au Parlement européen et Garde des Sceaux, qui présida ces mêmes festivités civiles. Le maire d'Orléans était alors Jean-Pierre Sueur, ancien député rocardien.
En 2015, c'est la journaliste Audrey Pulvar qui a présidé ces mêmes fêtes. Elle a abordé la question de la place de la femme. Le 8 mai au matin, sur France Bleu, elle a également fait remarquer que Jean Jaurès était un fervent admirateur de Jeanne d'Arc. Côté présidence religieuse, trois évêques originaires d'Orléans ont été invités. L'évêque d'Orléans, Jacques Blaquart, a par ailleurs annoncé que des représentants musulmans étaient présents à la messe solennelle, aux côtés de représentants chrétiens orthodoxes, et d'autres délégations religieuses. Audrey Pulvar n'a pas assisté à cette messe, contrairement à la coutume. La raison de cette absence n'est pas connue. Sur France Bleu, le matin du 8 mai, le programme de la journée a été annoncé, mais cette messe ne l'a pas été. Au cours de son homélie, l'évêque a évoqué les idées de risque et de bonheur.
En 2016, Emmanuel Macron, ministre de l'Économie et des Finances du président François Hollande, a été appelé à présider les fêtes civiles. Le jour du 8 mai, France Info, radio nationale, a déclaré et répété, jusqu'à l'heure où il a prononcé son discours, qu'il venait pour « rattacher Jeanne d'Arc, sainte catholique, souvent courtisée par l'extrême droite, à l'idéal républicain ». Cette façon de voir les choses, totalement erronée, provenait en fait de « l'entourage d'Emmanuel Macron ». Il était en réalité invité par la mairie d'Orléans, pour présider une cérémonie civile et pas du tout pour présider une cérémonie religieuse. Il s'agit en effet, pour ce type de présidence, de rendre hommage à une libératrice, une « héroïne » ayant fait lever un siège mené par une armée étrangère, et en aucun cas de se référer à une sainte ni même de se positionner par rapport au Front national.
L'après-midi du 8 mai 2016, le cortège a été perturbé par une nuée de journalistes, qui avaient entrepris d'interviewer Emmanuel Macron sur le parcours même du défilé. Finalement, « Les médias [...], tout au moins la presse nationale, ont été tout simplement virés ! Faut-il s'en offusquer ? Non. On récolte ce que l'on sème. Et le manque de respect pour l'événement et cet acharnement à vouloir transformer les fêtes johanniques en une stratégie de comm' d'un hypothétique candidat à la présidentielle ne méritait [...] pas plus d'égards ». « Le départ des parlementaires LR qui ne souhaitaient pas emboîter le pas au ministre de l'Économie sera passé totalement inaperçu. Quant aux quelques huées entendues lors de l'arrivée d'Emmanuel Macron [...], elles n'ont pas duré et ne se sont pas reproduites durant le parcours. [...] on a surtout entendu les Orléanais s'offusquer de cette prise de pouvoir des médias lors du défilé [...] ».
Daniel Fontaine, qui a conçu le son et lumière présenté le 7 mai 2008 au soir, a été impressionné par la popularité des fêtes johanniques à Orléans : « Je viens de Lorraine. Je connais Jeanne d’Arc. Mais je ne connaissais pas la ferveur que les Orléanais peuvent avoir pour elle. Je n’imaginais pas que c’était à ce point-là. Les fêtes de Jeanne d’Arc, c’est leur 14 juillet. C’est la fête nationale d’Orléans… ».
Depuis la fin de la Seconde Guerre mondiale, on célèbre le même jour la capitulation de l'Allemagne nazie (8 mai 1945). Fatalement, la teneur des discours s'en ressent. Toutes les municipalités, de quelque bord politique qu'elles soient, organisent ces fêtes chaque année, depuis bientôt six siècles (leur déroulement n'a été interdit qu'en de rares occasions, par exemple entre 1941 et 1944, par les autorités d'Occupation).
En 1929, année du cinquième centenaire de la libération de la ville, célébré avec un faste particulier, c'est Gaston Doumergue, premier Président de la République de confession protestante, qui était venu présider les fêtes. À l'époque, le Cartel des gauches est au pouvoir. Doumergue dirigera quelques années plus tard un gouvernement d'union nationale.
En 1932, les fêtes, prévues les 11 et 12 mai, ont été annulées in extremis, du fait de l'assassinat à Paris, quelques jours auparavant, du président de la République, Paul Doumer.
À l'époque du Front populaire (1936-1938), Jean Zay, membre du gouvernement, participa au défilé traditionnel.
En 2018 le think-tank orléanais Tous Orléans appelle à « repenser les fêtes de Jeanne d'Arc, les rendre plus populaires et plus culturelles » en publiant 5 propositions. Le maire d'Orléans indique  que certaines pistes sont intéressantes et que les fêtes de Jeanne d'Arc sont déjà populaires, déclarant ainsi « Ce n’est pas une caste bourgeoise qui regarderait quelque chose dont les quartiers populaires sont exclus. ».
En 2023, c'est la femme de lettres et résistante d'origine iranienne Chahdortt Djavann qui a présidé les fêtes civiles. Pour avoir connu la contrainte du voile islamique et fait de la prison à l'âge de 13 ans dans son pays natal, elle considère comme de la maltraitance l'imposition, qui est faite aux femmes, de porter ce vêtement décrit comme discriminatoire. Elle développa ce thème, et d'autres, lors de son discours prononcé l'après-midi du 8 mai.
Au 16 avril 2025, le collectif Maintenant Orléans et la Fondation Jean-Jaurès ont organisé une conférence intitulée Jeanne d'Arc, une inspiration républicaine ? à laquelle ont participé différentes personnalités de gauche, orléanaise et/ou nationale. Il était annoncé qu'il serait question de la place de l'héroïne dans l’Histoire. Dans les faits elle y a été clairement envisagée comme une figure républicaine, les intervenants se déclarant en lien avec les travaux publiés au XIXe siècle (1841) par l'historien Jules Michelet, tout en faisant de l'héroïne un personnage du XXIe siècle, à construire au travers de futures fêtes johanniques.

### Déroulement traditionnel des fêtes
Leur conception et leur déroulement a plusieurs fois varié au fil des siècles. Avant la Révolution de 1789, c'était avant tout une « procession générale », qui avait lieu le 8 mai uniquement et où défilaient les différents corps de la ville. À certains endroits (par exemple devant la chapelle Notre-Dame des Miracles de l'église Saint-Paul), au cours de cinq poses, les chœurs - professionnels - de la cathédrale et de la collégiale Saint-Aignan, faisaient entendre des antiennes en chant grégorien (qu'on appelait alors plain-chant) auxquelles on ajoutait des motets polyphoniques composés spécialement pour l'occasion. À l'époque, comme dans les autres chapelles musicales ecclésiastiques en France et en Europe, les choristes (tous des hommes) étaient au nombre d'une douzaine dans chaque chœur (les jours de fête, en plus de ces musiciens ordinaires, on faisait appel à des chantres « habitués » ou « extraordinaires »). La voix aiguë du chœur (la voix de « dessus ») était chantée par des garçons (à Orléans, les postes étaient au nombre de 8 dans le premier et sans doute de 6 dans l'autre). On constate qu'il s'agit toujours d'un nombre pair, pour pouvoir permettre le dialogue au sein même d'un pupitre vocal. Cette procession fut supprimée au début de la Première République.
Après le Concordat de 1801, Bonaparte l'autorisa de nouveau, même si les formes que la fête avait pris sous l'Ancien Régime ne pouvaient pas survivre telles quelles aux bouleversements. Les choses évoluèrent en fonction des différents régimes politiques qui se succédèrent au cours de ce siècle instable... Voici la description d'une partie des fêtes johanniques, telles qu'elles se déroulaient (déjà...) en 1878, dans les premières années de la 3e République :
« Le 7 mai, à huit heures du soir, un cortège militaire part de l'extrémité sud du pont d'Orléans, à l'endroit même où étaient les Tourelles. Accompagné d'hommes qui tiennent des torches allumées, ce cortège se dirige vers la cathédrale au son des clairons et des tambours, en suivant l'itinéraire de Jeanne d'Arc. Arrivé sur la place Sainte-Croix, il va chercher à l'Hôtel-de-Ville le Conseil municipal et le Maire d'Orléans, qui porte la bannière de Jeanne. Les grandes portes de la cathédrale s'ouvrent, et l'Évêque d'Orléans, entouré de son Clergé, se place sur le parvis pour recevoir la bannière que vient lui remettre le Maire de la ville. À ce moment, on illumine aux feux de bengale les tours de Sainte-Croix ; le Clergé chante le Magnificat et le Regina cœli [- tirés du répertoire grégorien, ou peut-être mis en polyphonie -] et l'Évêque d'Orléans donne solennellement sa bénédiction au peuple ». À cette époque (de 1865 à 1890), le maître de chapelle et compositeur de la cathédrale était Alexandre Lemoine, formé au chant grégorien à l'abbaye de Solesmes auprès de Dom Prosper Guéranger, à partir de 1851. Le maître de chapelle, qui avait participé aux recherches sur la restauration de ce chant proprement liturgique, était également féru de culture classique.
Cette cérémonie, célébrée sous cette forme depuis 1855, n'a pas beaucoup varié depuis. Le son et lumière a remplacé l'« Embrasement des tours », la bénédiction a disparu (du point de vue du clergé, elle était toutefois un des éléments significatifs de cette soirée), et les textes liturgiques chantés (assortis le 7 mai 1895 d'un chœur patriotique extrait du Faust de Gounod : Gloire immortelle de nos aïeux) ont laissé place à un Hymne à l'Étendard composé en 1899 par le bouillant chanoine Marcel Laurent, à une époque de forte rivalité entre laïcisme et cléricalisme. De plus, l'annexion de l'Alsace et de la Lorraine, par l'Allemagne, avait créé une très forte tension patriotique. Si bien que la partition a les allures curieusement profanes d'une Marseillaise exaltée. En son temps, elle avait été proposée pour devenir l'hymne national de la France. De nos jours, on préfère constater que ce n'est pas (et de loin) le seul épisode musical de ces fêtes.
Chaque année depuis 1457 (année qui a suivi l'arrêt de réhabilitation de Jeanne d'Arc, solennellement prononcée à l'archevêché de Rouen le 7 juillet 1456), les Fêtes johanniques d'Orléans donnent également lieu (le matin du 8 mai) à la lecture d'un Panégyrique de Jeanne d'Arc, au cours d'une messe solennelle, où sont conviées les différentes autorités, croyantes ou non.
Au cours du défilé qui a lieu l'après-midi à travers la ville, des organisations de natures très diverses défilent, chacun arborant son costume de cérémonie : par exemple, parmi le groupe des universitaires, « les historiens défilent en toge jaune, les juristes en toge rouge ».
On peut signaler que la toute première gare d'Orléans a été inaugurée le 7 mai 1843, veille des fêtes johanniques, ces « fêtes nationales » orléanaises.

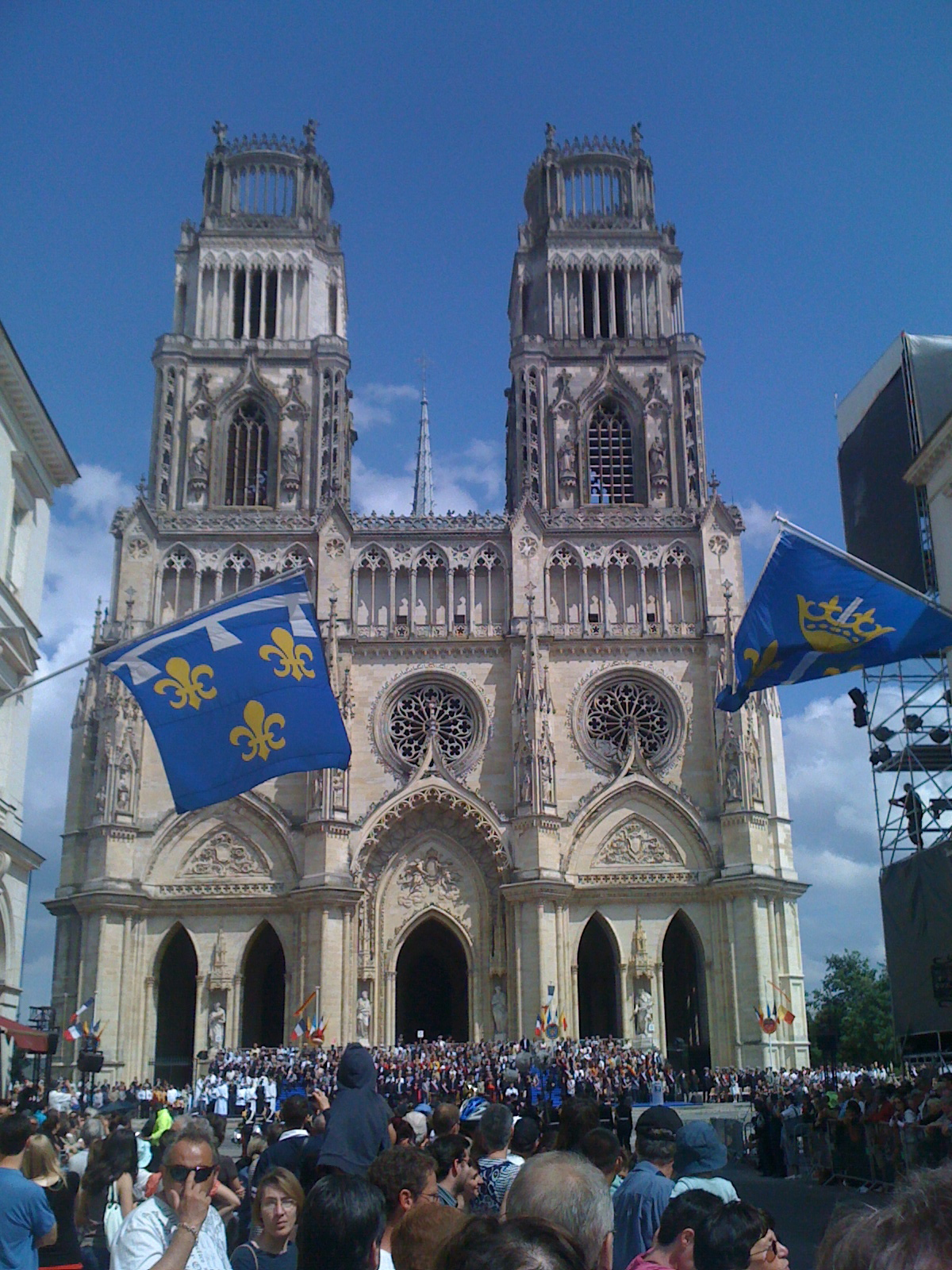
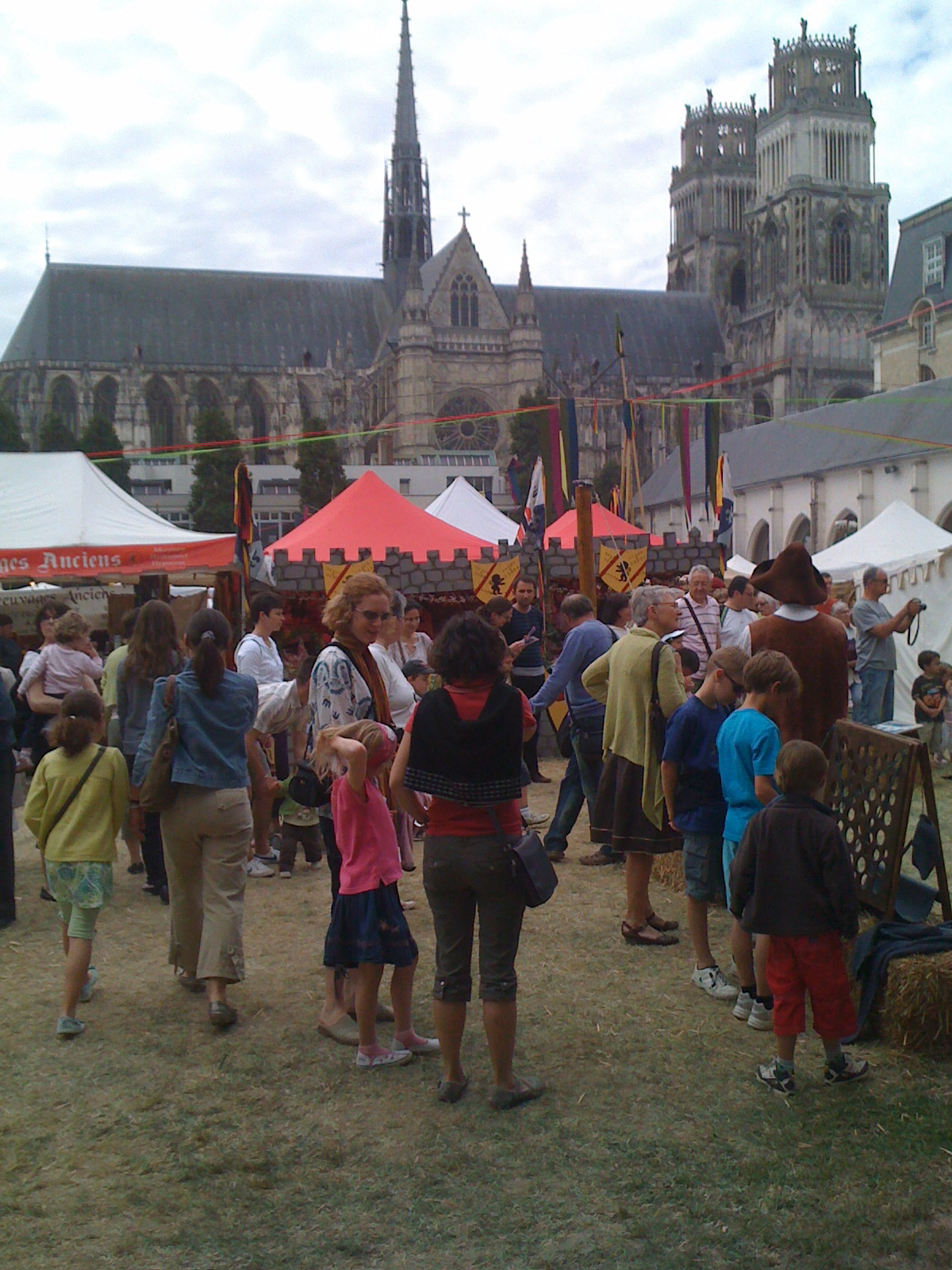
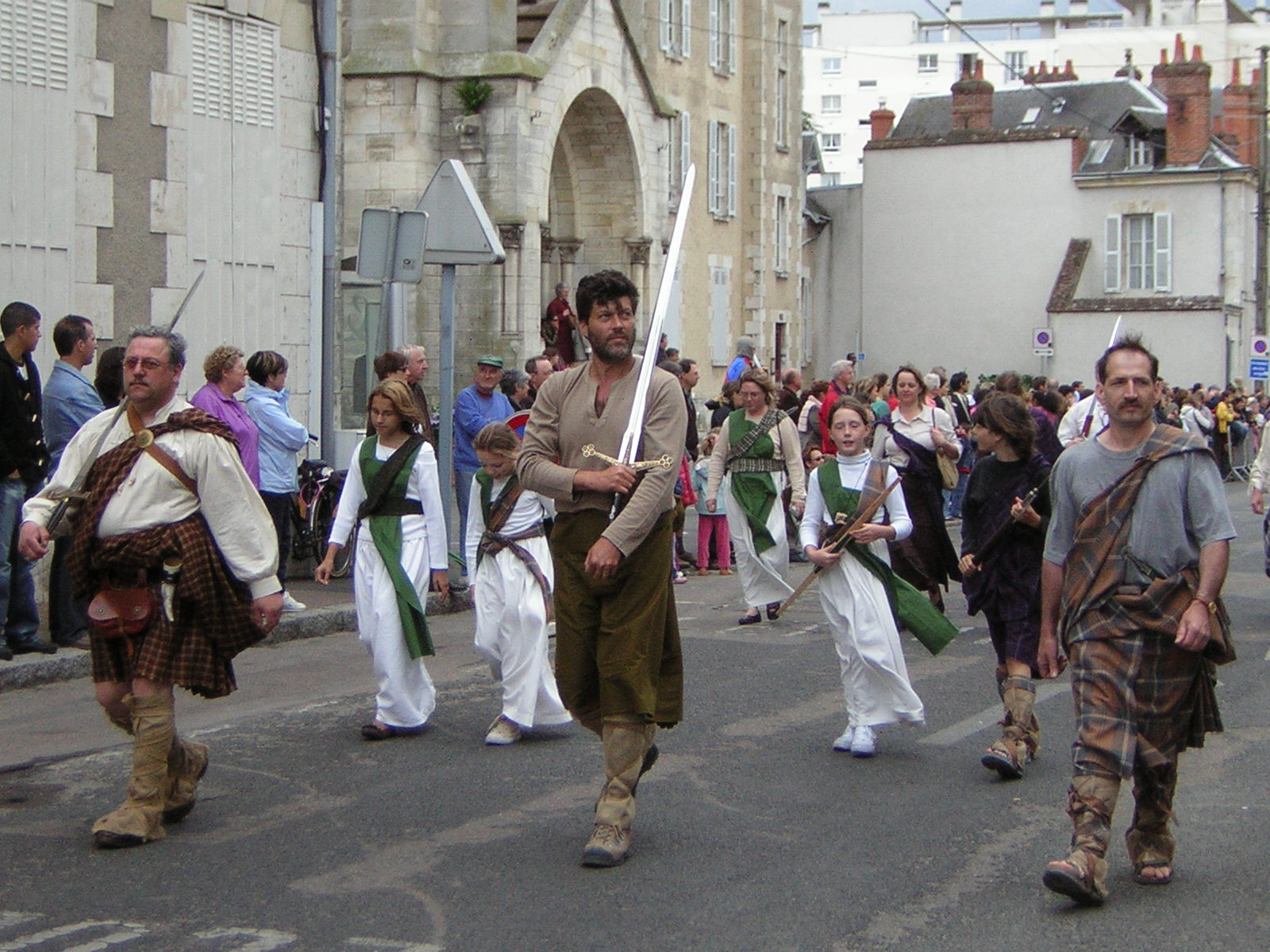
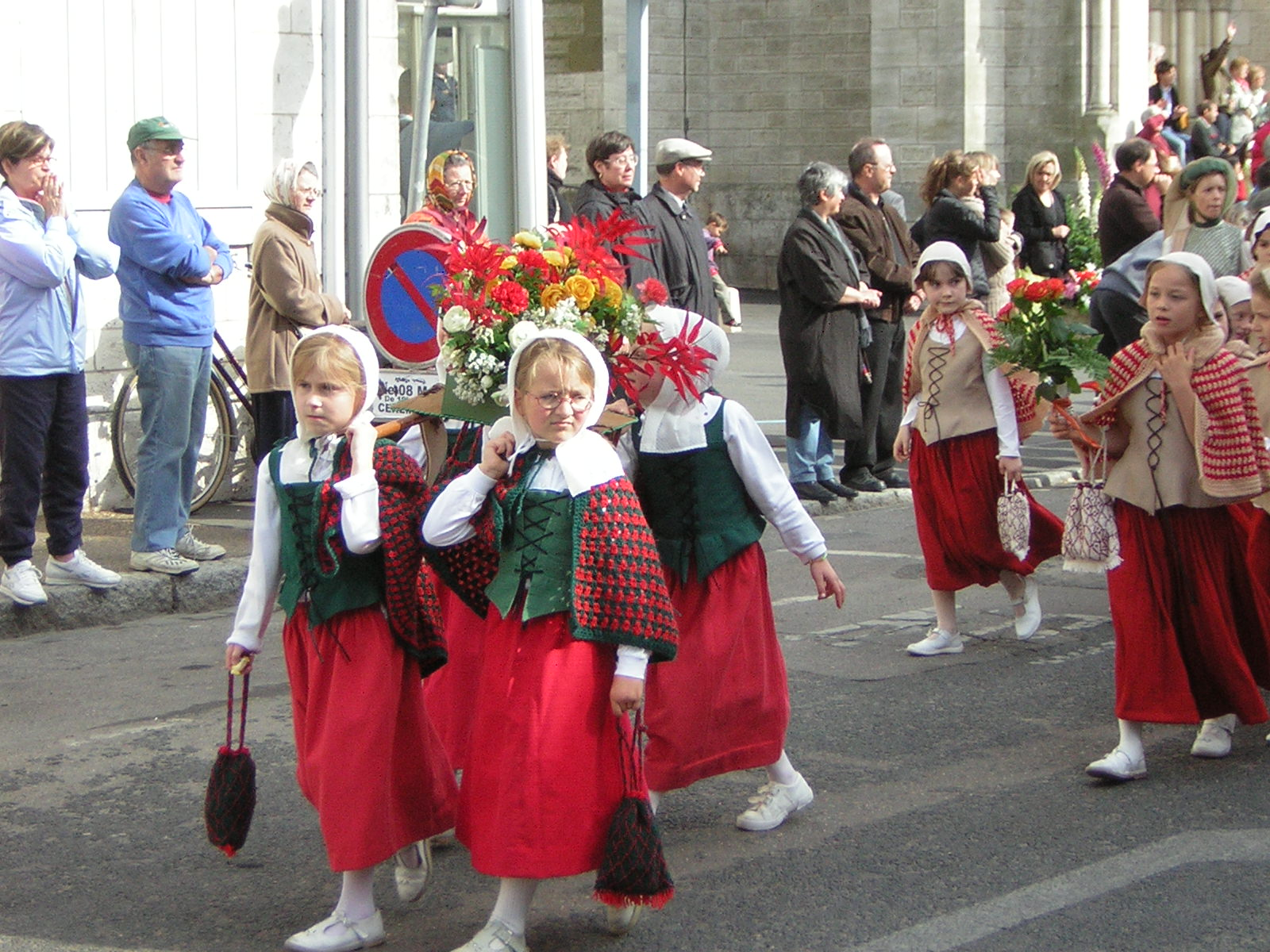
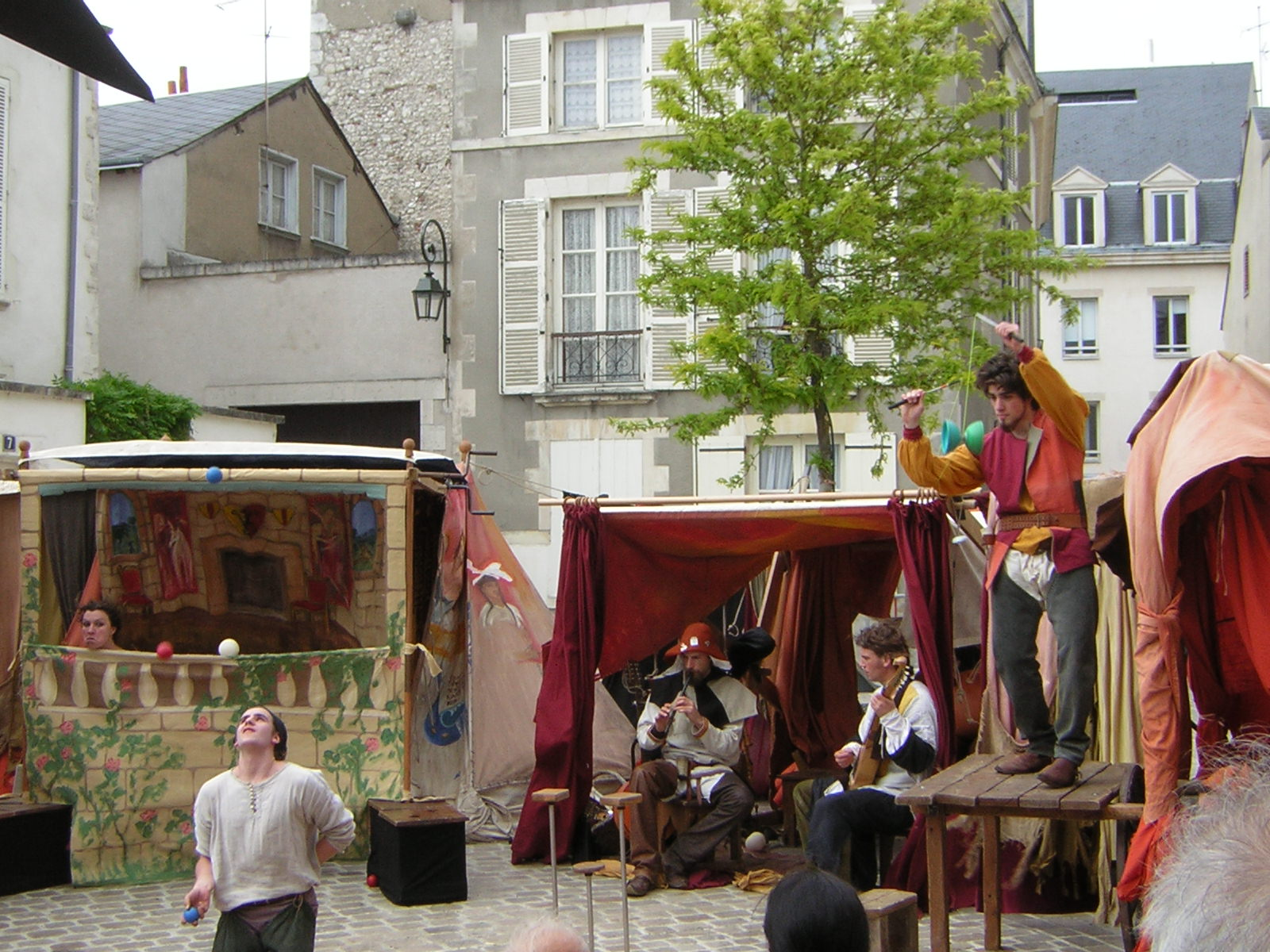
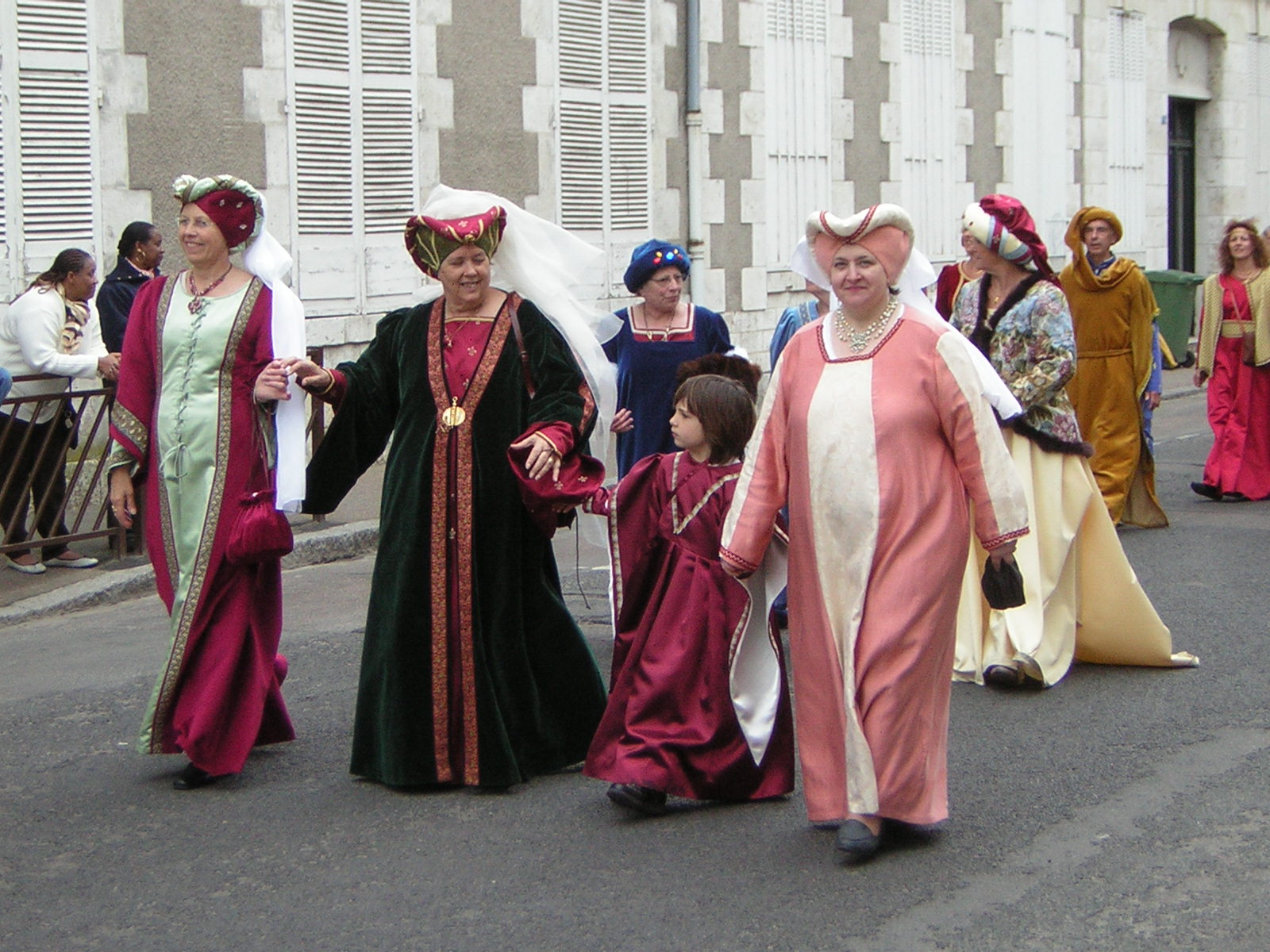
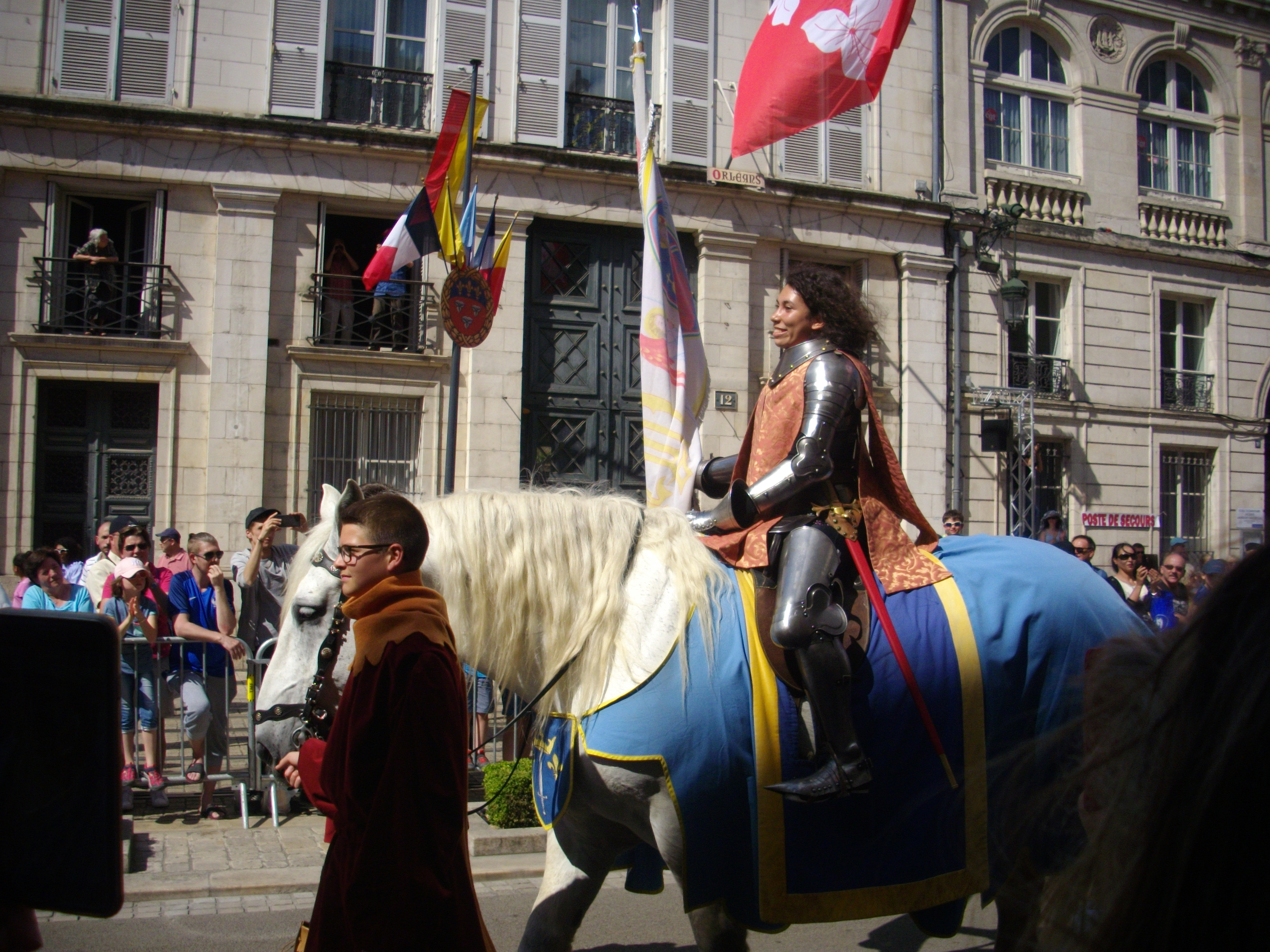
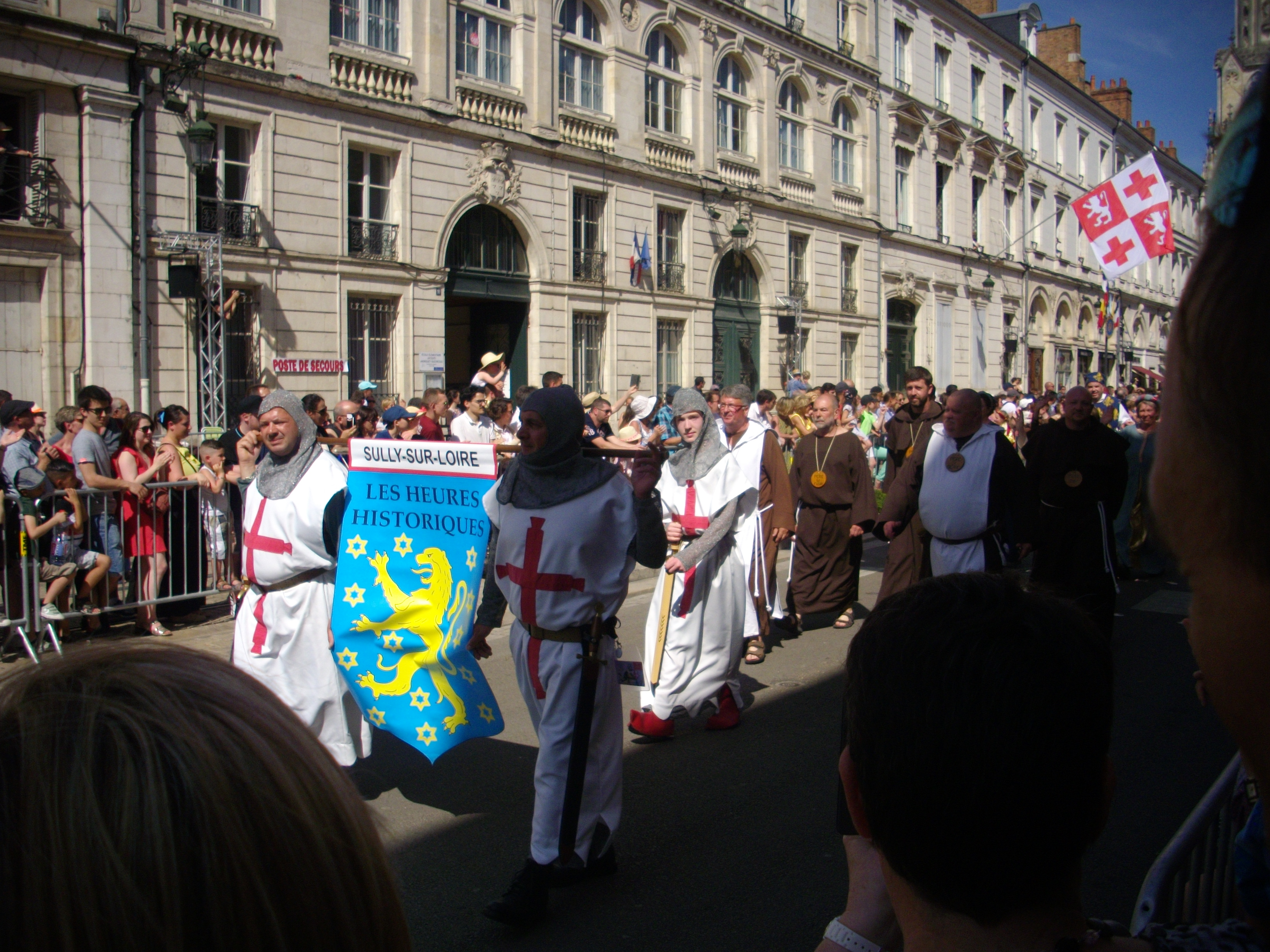
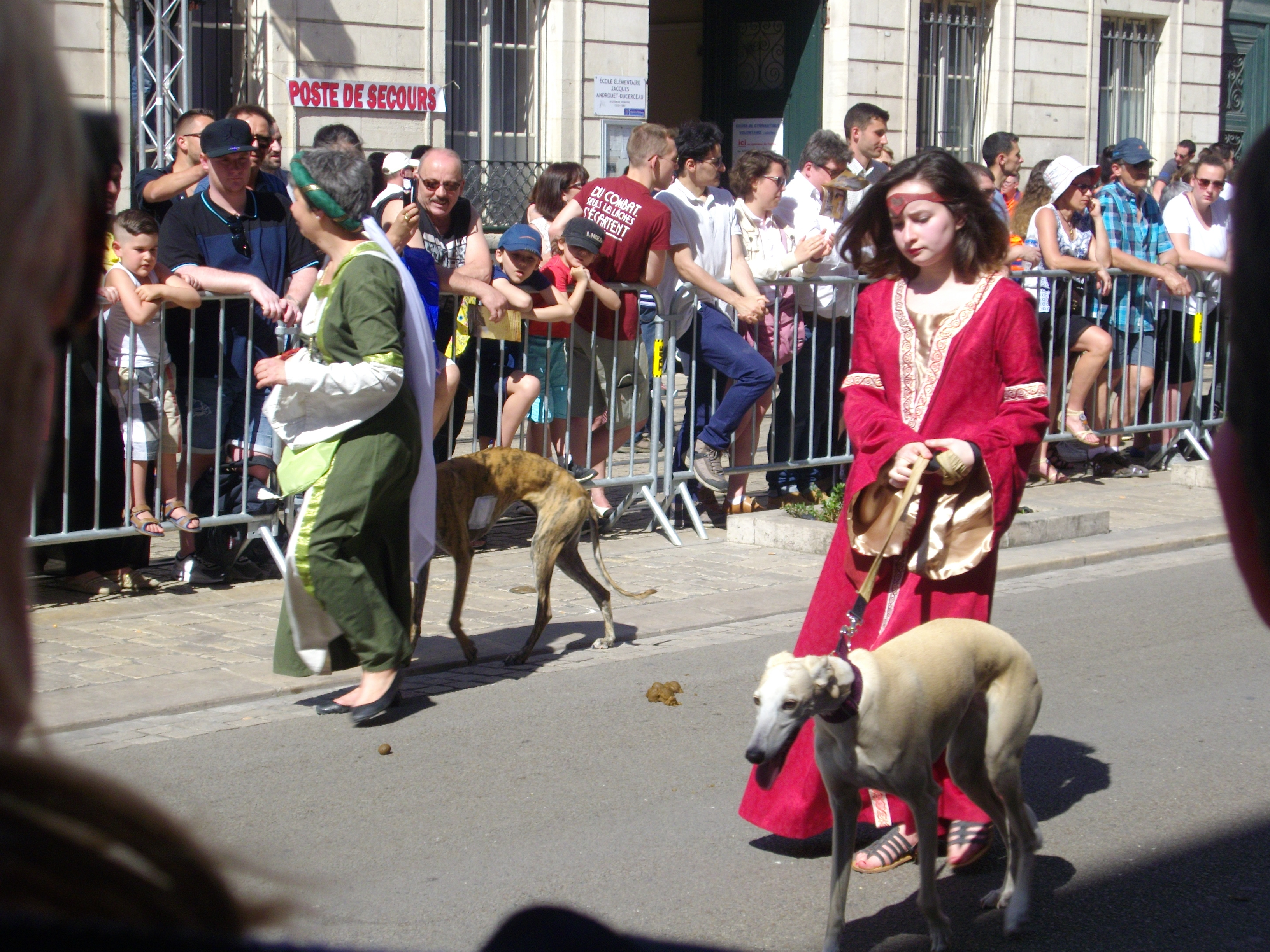
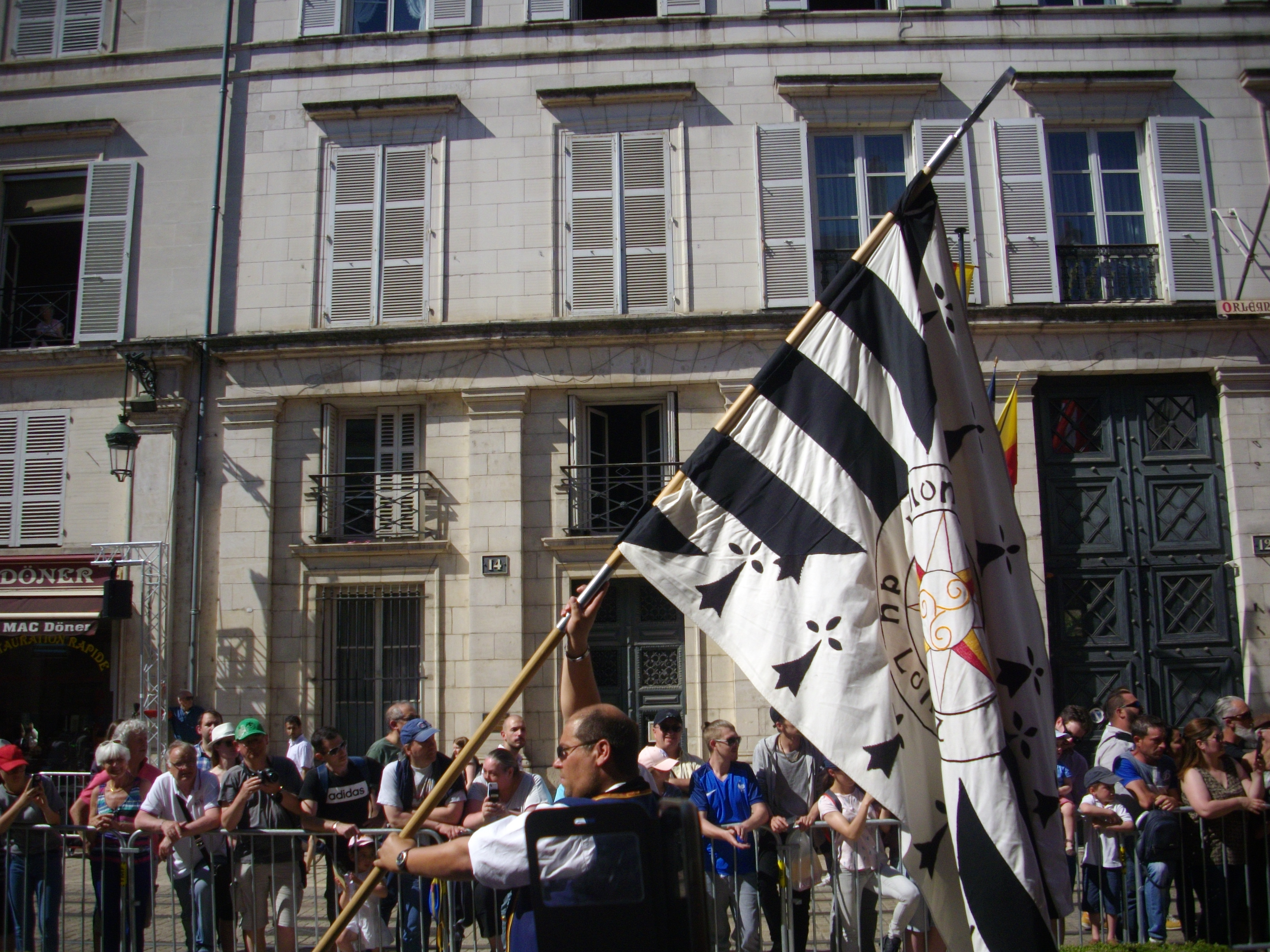
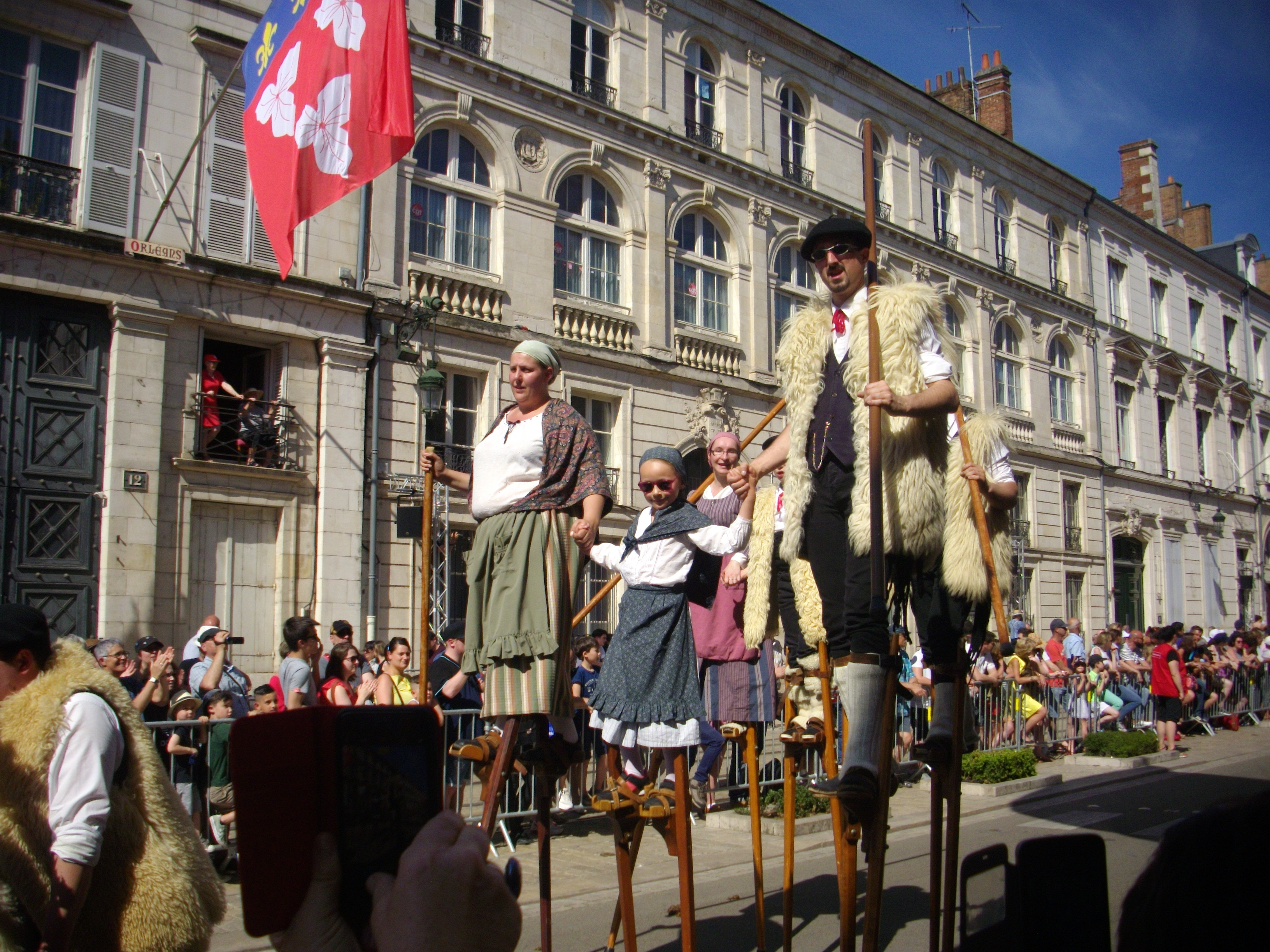
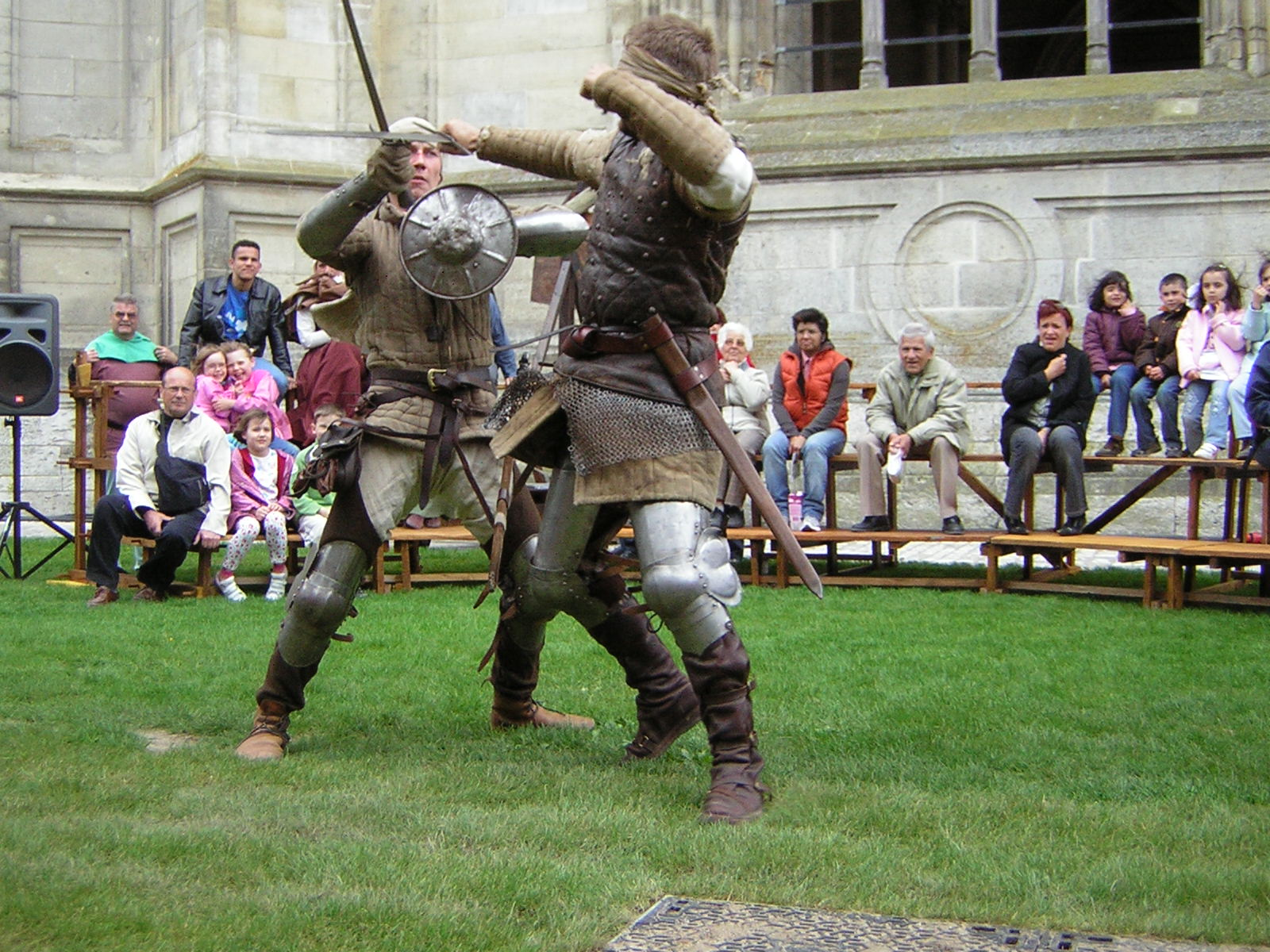

## Personnalités

### Liste des «Jeannes» avant 1945
- 1929 : Nicole Chavane de Dalmassy (descendante de Pierre d'Arc, frère de Jeanne d'Arc)[20]

### Liste des  «Jeannes» depuis 1945
Un jury constitué par l'association Orléans Jeanne d'Arc désigne chaque année depuis 1945 une jeune fille figurant Jeanne d'Arc lors des fêtes. Les dossiers sont examinés par un jury composé de personnalités religieuses, politiques et militaires ainsi que de plusieurs anciennes Jeanne.
La jeune fille doit « être née ou habiter depuis dix ans au moins dans l'agglomération d'Orléans, être baptisée, catholique pratiquante et donner bénévolement de son temps au service d'autrui ».

## Commémorations de Jeanne d'Arc

### Autres fêtes johanniques
La ville de Reims organise également des Fêtes johanniques chaque année début juin. Le contexte est évidemment différent, puisqu'il s'agit dans ce cas de commémorer le sacre de Charles VII en la cathédrale de Reims le 17 juillet 1429.

### L'Historial Jeanne-d'Arc à Rouen
En mars 2015, Laurent Fabius et la ville de Rouen ont ouvert l'Historial Jeanne-d'Arc, dans le centre historique de Rouen. Le ministre des Affaires étrangères du gouvernement de François Hollande a été le principal artisan de la création de cet Historial (le projet a pris corps lorsqu'il était président de la Métropole Rouen Normandie). Il avait alors déclaré que « Jeanne n'appartenait à personne » (allusion claire à sa récupération par le Front national). En 2015, si Serge Grouard, député-maire d'Orléans, a salué cette création, il n'a pas manqué de souligner que Rouen n'avait pas le monopole de la mémoire johannique.

## Contre-fêtes johanniques
Depuis 1998 (mais déjà dans les années 1970) existent, à Orléans, des « Contre-fêtes johanniques » également appelées « Fête du mouvement social ». Organisées par des mouvements d'extrême gauche, elles sont peu suivies. Les promoteurs de cette manifestation se risquent à dénoncer, pêle-mêle, la « célébration nationaliste, militariste et cléricale » que représentent à leurs yeux les fêtes johanniques, et la « politique sécuritaire » attribuée à l'un des anciens maires d'Orléans. Ils voient dans les fêtes johanniques une « tribune annuelle à la réaction militariste et religieuse » ainsi qu'une « pitoyable collusion entre les autorités politiques, religieuses et militaires ».
L'édition du 8 mai 1998 fut organisée à l'initiative d'Alternative libertaire, le Groupe action gay (GAG), Ras l'Front et le Rassemblement Orléanais des Objecteurs de Conscience (ROOC). Sont venus successivement s'y adjoindre l'ACIRAD (antinucléaires orléanais), l'Association de solidarité Loiret-Algérie (ASLA), AC ! 45, Attac 45, la Confédération paysanne, l'association Droit au logement, la Fédération anarchiste (FA), l'Union syndicale Solidaires 45, Les Verts et le Mouvement des jeunes socialistes (MJS). D'autres associations se sont ajoutées par la suite, comme l'« union pour l'organisation des contre-fêtes johanniques » et l'antenne orléanaise du CADTM (Comité pour l'abolition des dettes illégitimes).

## Valeurs universelles
Ces « Contre-fêtes johanniques » s'attachent à n'avoir aucun lien avec Jeanne d'Arc.
La République du Centre du vendredi 6 janvier 2012 exprime un tout autre point de vue :
« [...] / Valeurs universelles. État, armée et clergé à l'unisson : l'union improbable (et fragile) des trois est suffisamment rare pour être soulignée. « Sainte Jeanne d'Arc », étendard spirituel pour les catholiques. « La guerrière »  combattante d'une juste cause pour les militaires. « La Pucelle », parée des vertus de courage et de tolérance pour l'État et la municipalité. Ces valeurs universelles et transcendantes sont mises en avant par l'invité d'honneur [...]. La Jeanne d'Arc d'Orléans n'est pas raciste, n'est pas nationaliste au sens du Front national, mais réussit à être patriotique et humaniste. Elle n'appartient à aucun parti. Elle rassemble. Porte l'espoir. [...]. ».